# Polaris (regény, Jack McDevitt)
A Polaris egy 2004-ben megjelent sci-fi regény Jack McDevitt tollából. A regény az Alex Benedict-ciklus második kötete; a Született stratéga után következik a ciklusban. Magyarul 2009-ben jelent meg a Galaktika Fantasztikus Könyvek-sorozatban, F. Nagy Piroska fordításában.

## Cselekmény
|  | Alább a cselekmény részletei következnek! |

Hatvan évvel ezelőtt, amikor megtalálták a Polarist, az űrhajó üres volt, pilótája és utasai sorsa ismeretlen. Most, a titokzatos eltűnés évfordulóján, árverésre akarják bocsátani a hajón talált tárgyakat. Bennfentes ismeretei révén Alex Benedict szerzi meg magának a tárgyak egy részét. Amikor egy robbanás következtében a gyűjtemény megsemmisül, Alex rájön, hogy valakik mindenáron el akarják titkolni, ami a Polaris fedélzetén történt. Márpedig neki feltett szándéka, hogy végére jár az ügynek.
|  | Itt a vége a cselekmény részletezésének! |

## Magyarul
- Polaris; ford. F. Nagy Piroska; Metropolis Media, Bp., 2009 (Galaktika fantasztikus könyvek)